# 레오시 야나체크 오스트라바 공항

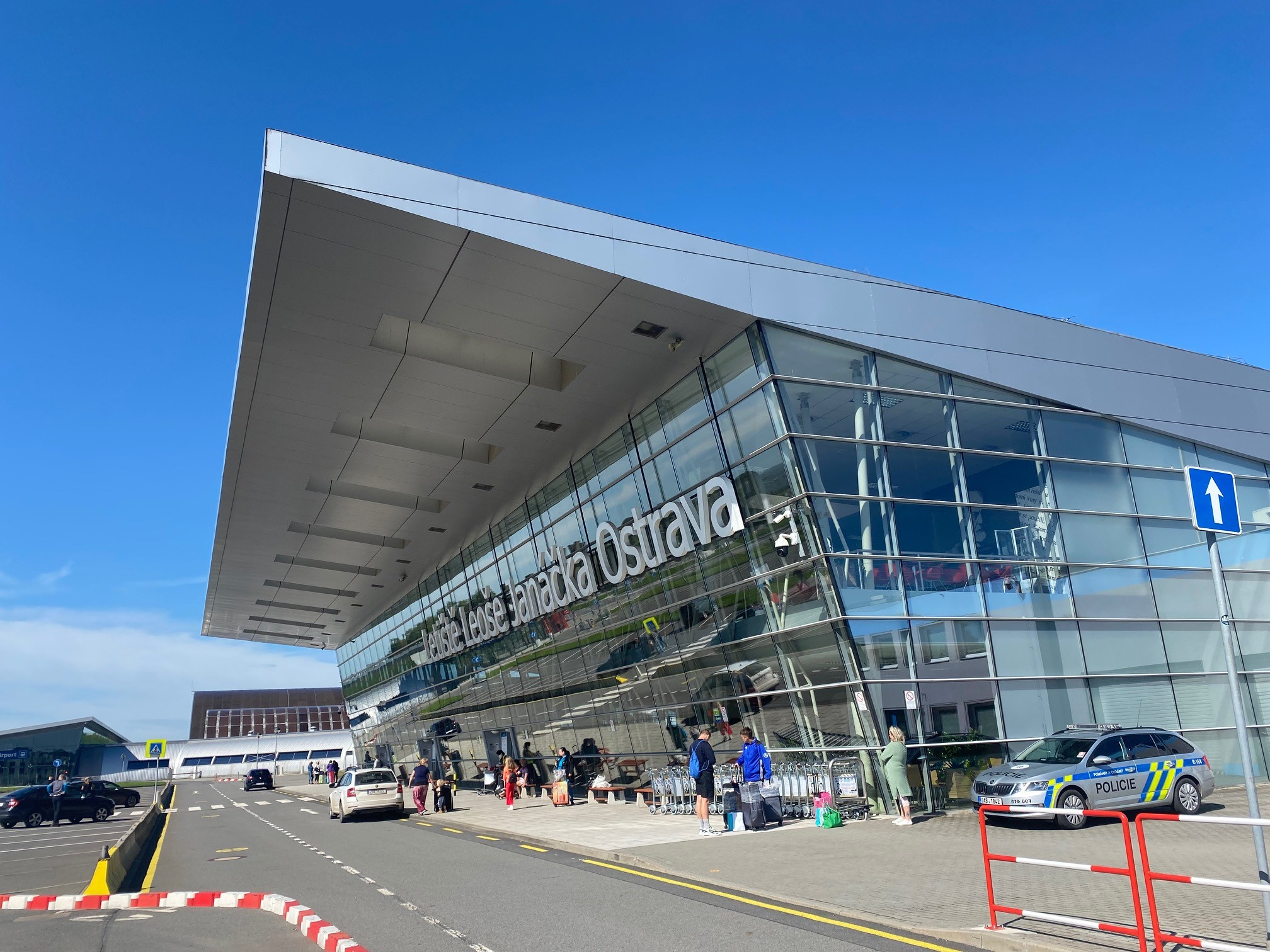
레오시 야나체크 오스트라바 공항 외관

레오시 야나체크 오스트라바 공항(IATA: OSR, ICAO: LKMT, 체코어: Letiště Leoše Janáčka Ostrava)은 체코 모라바슬레스코주 노비이친구 모슈노프에 있는 공항이다. 오스트라바에서 남서쪽으로 약 20 km (12 mi) 떨어져 있다. 이 공항은 2006년 12월에 작곡가 레오시 야나체크의 이름을 따서 이름이 변경되었다.